# Hotel Ducor Intercontinental
El Hotel Ducor Intercontinental (en inglés: Ducor Intercontinental Hotel) también conocido como el Hotel Ducor Palace, era un hotel de lujo en Monrovia, Liberia. Establecido en 1960 tenía 106 habitaciones distribuidas en ocho pisos en el punto más alto de la ciudad. La ceremonia de inauguración del hotel fue un asunto internacional al que también asistió el presidente Sekou Touré de Guinea, entre otros. Con los años organizó algunas reuniones importantes entre los líderes africanos. En la década de 1960, el presidente Houphouët-Boigny de Costa de Marfil se fue tan impresionado con el hotel durante su estancia que le encargó a su constructor, Moshe Mayer, erigir un hotel de lujo de 12 pisos en Abiyán llamado el hotel Ivoire. Sin embargo, aunque el hotel prosperó en los años 1960 y 1970, entró en decadencia y desde entonces ha sido abandonado y ocupado por grupos ilegales.